# Mieczysław Kamiński (samorządowiec)
Mieczysław Adam Kamiński (ur. 15 stycznia 1950 w Głuchołazach, zm. 12 listopada 2022) – polski samorządowiec, nauczyciel, burmistrz Bystrzycy Kłodzkiej w latach 1990–1994 i 1998–2002.

## Życiorys
Urodził się w 1950 r. w Głuchołazach, gdzie spędził dzieciństwo i wczesną młodość. Ukończył tamtejsze Liceum Ogólnokształcące im. Bolesława Chrobrego. Po ukończeniu studiów historycznych na Uniwersytecie Wrocławskim przeniósł się do Bystrzycy Kłodzkiej, gdzie pracował jako nauczyciel w miejscowych szkołach średnich. W latach 80. XX w. zaangażował się w działalność opozycyjną wstępując do NSZZ „Solidarność”. Był współorganizatorem bystrzyckiego Komitetu Obywatelskiego, z którego ramienia ubiegał się o mandat radnego w wyborach do rady miasta i gminy w 1990 r.
W tym samym roku, 18 czerwca, na drugim posiedzeniu nowo wybranej rady został wybrany na pierwszego niekomunistycznego burmistrza Bystrzycy Kłodzkiej. W tym czasie zaciągnięto pożyczkę bankową w wysokości 2,5 mld zł, wobec katastrofalnej sytuacji finansowej miasta. Ponadto uporządkowano sprawy własnościowe w gminie poprzez przeprowadzenie komunalizacji mienia. Z kolei pod koniec I kadencji, w maju 1994 r. podpisano umowę partnerską z Usti nad Orlicą. Był delegatem do sejmiku samorządowego województwa wałbrzyskiego oraz do Sejmiku Samorządu Krajowego.
W kolejnych wyborach samorządowych udało mu się ponownie zasiąść w radzie miejskiej, chociaż nie został ponownie wybrany na stanowisko burmistrza, przechodząc do opozycji. W 1998 r. został ponownie wybrany na burmistrza. Zaangażował się wtedy w odbudowę miasta po zniszczeniach dokonanych przez powódź tysiąclecia. Z pozyskanych środków z Fundacji Współpracy Polsko-Niemieckiej wyremontowano fasadę bystrzyckiego ratusza oraz wiele kamienic na starówce. W 1999 r. oddano do użytku halę widowiskowo-sportową oraz wybudowano oczyszczalnię biologiczno-chemiczną.
Po utworzeniu w wyniku reformy administracyjnej Polski w 1999 r. powiatu kłodzkiego stanął na czele komitetu obywatelskiego domagającego się jego podziału i przywrócenia powiatu bystrzyckiego, zyskując poparcie władz samorządowych Związku Gmin Śnieżnickich. Pod koniec jego kadencji miasto przejęło odpowiedzialność za zadłużony bystrzycki szpital. W pierwszych bezpośrednich wyborach na burmistrza w 2002 r. zajął trzecie miejsce zdobywając 19,33% głosów. Następnie wycofał się z działalności samorządowej.
W 2022 został uhonorowany tytułem Honorowego Obywatela Bystrzycy Kłodzkiej.
Został pochowany na cmentarzu komunalnym w Bystrzycy Kłodzkiej.